# Miravet
Miravet é um município da Espanha na comarca da Ribeira do Ebro, província de Tarragona, comunidade autónoma da Catalunha. Tem 32,3 km² de área e em 2021 tinha 685 habitantes (densidade: 21,2 hab./km²).

## Demografia
| Variação demográfica do município entre 1991 e 2004 [carece de fontes?] | Variação demográfica do município entre 1991 e 2004 [carece de fontes?] | Variação demográfica do município entre 1991 e 2004 [carece de fontes?] | Variação demográfica do município entre 1991 e 2004 [carece de fontes?] |
| ----------------------------------------------------------------------- | ----------------------------------------------------------------------- | ----------------------------------------------------------------------- | ----------------------------------------------------------------------- |
| 1991                                                                    | 1996                                                                    | 2001                                                                    | 2004                                                                    |
| 822                                                                     | 810                                                                     | 772                                                                     | 790                                                                     |